# Liste der Baudenkmale in Goslar - Schilderstraße
In der Liste der Baudenkmale in Goslar - Schilderstraße sind alle Baudenkmale in der Schilderstraße der niedersächsischen Gemeinde Goslar aufgelistet. Die Quelle der Baudenkmale ist der Denkmalatlas Niedersachsen. Der Stand der Liste ist der 8. Oktober 2022.

## Allgemein
In den Spalten befinden sich folgende Informationen:
- Lage: die Adresse des Baudenkmales und die geographischen Koordinaten. Kartenansicht, um Koordinaten zu setzen. In der Kartenansicht sind Baudenkmale ohne Koordinaten mit einem roten Marker dargestellt und können in der Karte gesetzt werden. Baudenkmale ohne Bild sind mit einem blauen Marker gekennzeichnet, Baudenkmale mit Bild mit einem grünen Marker.
- Bezeichnung: Bezeichnung des Baudenkmales
- Beschreibung: die Beschreibung des Baudenkmales. Unter § 3 Abs. 2 NDSchG werden Einzeldenkmale und unter § 3 Abs. 3 NDSchG Gruppen baulicher Anlagen und deren Bestandteile ausgewiesen.
- ID: die Objekt-ID des Baudenkmales
- Bild: ein Bild des Baudenkmales, ggf. zusätzlich mit einem Link zu weiteren Fotos des Baudenkmals im Medienarchiv Wikimedia Commons. Wenn man auf das Kamerasymbol klickt, können Fotos zu Baudenkmalen aus dieser Liste hochgeladen werden:

Zurück zur Hauptliste
| Lage                                                | Bezeichnung                                 | Beschreibung | ID       | Bild |
| --------------------------------------------------- | ------------------------------------------- | --- | -------- | ---- |
| Schilderstraße 51° 54′ 28″ N, 10° 25′ 29″ O         | Straßenraum                                 | | 36592731 |      |
| Schilderstraße 2 51° 54′ 31″ N, 10° 25′ 36″ O       | Wohn-/ Geschäftshaus                        | Zweigeschossiger Fachwerkbau mit Satteldach, traufständig, Oberstock leicht vorkragend; rückwärtig zweigeschossiger, winkelförmiger Gebäudeflügel in Fachwerkbauweise auf der Ost- und Nordseite des Hinterhofs. | 36606798 |      |
| Schilderstraße 3 51° 54′ 31″ N, 10° 25′ 36″ O       | Wohn-/ Geschäftshaus                        | Zweigeschossiger Fachwerkbau mit Satteldach, traufständig, rückwärtig eingeschossiger Gebäudeflügel auf der Ostseite des Hinterhofs. | 36606829 |      |
| Schilderstraße 4 51° 54′ 30″ N, 10° 25′ 35″ O       | Wohn-/ Geschäftshaus                        | Zweigeschossiger Fachwerkbau mit Satteldach, traufständig, rückwärtiger Gebäudeflügel auf der Ostseite des Hinterhofs; Erdgeschoss durch Ladeneinbauten verändert; Haus nach Brand 1977 renoviert. | 36606860 |      |
| Schilderstraße 5 51° 54′ 30″ N, 10° 25′ 35″ O       | Wohn-/ Geschäftshaus                        | 1873 nach Entwürfen von Friedrich Brunke für W. Rodermund errichtet. Zweigeschossiger Fachwerkbau mit Satteldach, traufständig, hofseitig 1961 Anbau neuer Sanitärräume vor die bestehende Rückfassade. | 36606891 |      |
| Schilderstraße 6 51° 54′ 30″ N, 10° 25′ 35″ O       | Wohn-/ Geschäftshaus                        | Zweigeschossiger Fachwerkbau mit Satteldach, vermutlich aus dem 16. Jh., traufständig; Oberstock leicht vorkragend, Fassade mit Schiefer verkleidet. Im Erdgeschoss 1950 Veränderung der ursprünglichen Fachwerkstruktur für den Einbau von vier (statt drei) Fenstern; rückwärtig: Hinterflügel mit ehemaligem Waschhaus und Stall (EG) sowie zwei Kammern (OG), im Zuge des Einbaus einer Gaststätte ab 1981 Raumstrukturen überformt, ehemaliger Hinterhof bebaut. | 36606918 |      |
| Schilderstraße 7 51° 54′ 30″ N, 10° 25′ 34″ O       | Wohn-/ Geschäftshaus                        | Dreigeschossiger Fachwerkbau mit Satteldach, traufständig; Erdgeschoss mit Schaufenstern verglast, Obergeschoss mit Schiefer verkleidet. | 36606949 |      |
| Schilderstraße 8 - 9 51° 54′ 30″ N, 10° 25′ 34″ O   | Braunschweigische Bank (heute: Commerzbank) | Braunschweigische Bank, 1913 nach Plänen des Goslarer Architekten Heinrich Ehelolf erbaut. Zweigeschossiger Massivbau mit Walmdach, Eckgebäude, Putzfassade, Erdgeschoss straßenseitig mit Naturstein verkleidet; große Dachgaube mit Dreiecksgiebel; hofseitig 1951 Anbau mit Dachterrasse im OG. | 36566277 |      |
| Schilderstraße 10 51° 54′ 31″ N, 10° 25′ 31″ O      | Realgymnasium (seit 1959: Ratsgymnasium)    | Neubau, 1886–88 nach Entwürfen von Prof. Hubert Stier im Auftrag der Stadt Goslar errichtet. Dreigeschossiger Massivbau mit Walmdach, frei stehend im ehemaligen Garten des Klosters Neuwerk, längsgerichtet in Ost-West-Lage; Fassaden aus Sandsteinmauerwerk, Fenstereinfassungen und Baudetails in Muschelkalkstein ausgeführt. | 36592755 |      |
| Schilderstraße 10 51° 54′ 31″ N, 10° 25′ 34″ O      | Abortgebäude (seit 1950: Trafohaus)         | Ehemaliger Abort des Realgymnasiums, 1888 im Zusammenhang mit dem Schulbau errichtet. Eingeschossiger Massivbau mit Satteldach, im Hinterhof giebelseitig angebaut an die Sporthalle; rückwärtig Anbau mit Flachdach; Natursteinfassade mit Rundbogenöffnungen sowie asymmetrisch platziertem Eingangsportal mit Dreiecksgiebel. 1950 als Trafohaus umgenutzt. Architekt: Prof. Hubert Stier (Ursprungsbau 1888) / Heinrich Dasecke (Umbau 1950) Bauherr: Stadt Goslar (Ursprungsbau 1888) / Nordharzer Kraftwerke (Umbau 1950) | 36597106 |      |
| Schilderstraße 10 51° 54′ 29″ N, 10° 25′ 31″ O      | Einfriedung                                 | Einfriedung des Schulhofs, Torpfosten aus Sandstein, Sockelmauer aus Beton, Metallzaun mit schmiedeeisernem Rankendekor. | 36597446 |      |
| Schilderstraße 11 51° 54′ 32″ N, 10° 25′ 31″ O      | Schulgebäude                                | Fachklassentrakt des ehemaligen Realgymnasiums, erbaut 1957/58 im Auftrag der Stadt Goslar nach Entwürfen der Hochbauabteilung des Stadtbauamts, Entwurf: Baurat Reinhold Voß. Viergeschossiger Stahlbetonskelettbau mit Walmdach, frei stehend im ehemaligen Garten des Klosters Neuwerk, längsgerichtet in Nord-Süd-Lage, im Süden Verbindungsgang zum Hauptbau, im Norden an die Stadtmauer, im Osten an die Klostermauer anschließend; gebäudehoher Erker an der Nordostecke auf dreiviertelkreisförmigem Grundriss. | 36577531 |      |
| Schilderstraße 12 51° 54′ 29″ N, 10° 25′ 30″ O      | Wohnhaus                                    | Viergeschossiger Fachwerkbau mit Satteldach in Schieferdeckung, Eckgebäude. Straßenfassade fachwerksichtig, 2. und 3. Obergeschoss leicht vorkragend und mit dekorativ gestalteten Fensterbrüstungen, Gebälkzone mit Schiffskehlen und eingelegten Taustäben. Ostgiebel in den Obergeschossen mit Holz verschalt, Hoffassade mit Schiefer verkleidet. Ehemalige Speichergeschosse nach 1945 als Wohnungen umgebaut. | 36540206 |      |
| Schilderstraße 12 51° 54′ 29″ N, 10° 25′ 29″ O      | Nebengebäude                                | Eingeschossiger Massivbau mit Pultdach; Holzfenster mit Klappläden | 36577889 |      |
| Schilderstraße 13 51° 54′ 28″ N, 10° 25′ 29″ O      | Wohn-/ Wirtschaftsgebäude                   | Zweigeschossiger Fachwerkbau mit Satteldach in Schieferdeckung, traufständig; Straßenfassade fachwerksichtig. Wirtschaftsteil mit Mitteldäle (1884 mit Ladeneinbau) und Toreinfahrt, rechtsseitig Wohnteil. | 36606979 |      |
| Schilderstraße 14 51° 54′ 28″ N, 10° 25′ 29″ O      | Wohn-/ Wirtschaftsgebäude                   | Zweigeschossiger Fachwerkbau mit Satteldach in Ziegeldeckung, traufständig; Straßenfassade fachwerksichtig, steinerner Sockel im EG, Oberstock leicht vorkragend, Brüstungsgefache mit dekorativen Buckelstreben im Bereich der Kopf- und Fußbänder; linksseitig Toreinfahrt, verzierter Brüstungsbalken mit Inschrift „1783“. | 36607009 |      |
| Schilderstraße 14 51° 54′ 29″ N, 10° 25′ 29″ O      | Wirtschaftsgebäude                          | Zweigeschossiges Wirtschaftsgebäude mit flach geneigtem Pultdach; EG: Massivbau mit Putzfassade, OG: Fachwerkbau, fachwerksichtig, Gefache mit Backsteinmauerwerk. | 36590530 | BW   |
| Schilderstraße 14 51° 54′ 29″ N, 10° 25′ 28″ O      | Wirtschaftsgebäude                          | Zweigeschossiger Fachwerkbau mit Satteldach; Fassade fachwerksichtig, Westgiebel mit Dachziegeln verkleidet. | 36578868 |      |
| Schilderstraße 15 51° 54′ 28″ N, 10° 25′ 28″ O      | Wohnhaus                                    | Zweigeschossiger Fachwerkbau mit Satteldach in Ziegeldeckung, traufständig mit seitlichem Bauwich; Fassade fachwerksichtig, Sockel in Quadermauerwerk. | 36540236 |      |
| Schilderstraße 15 51° 54′ 28″ N, 10° 25′ 27″ O      | Hinterhaus                                  | Hinterhaus, zweigeschossiger Fachwerkbau sowie rückwärtiger eingeschossiger Anbau; Pultdach mit Ziegeldeckung. Fassade fachwerksichtig. | 36581258 | BW   |
| Schilderstraße 16 51° 54′ 28″ N, 10° 25′ 27″ O      | Wohnhaus                                    | Dreigeschossiger Fachwerkbau mit Satteldach und Zwerchhaus, traufständig, Holzfachwerk stockwerksweise abgebunden, zehn Gefache, Gefachbreiten variieren im Erdgeschoss und 1. OG; mittig gelegenes, korbbogiges Dälentor, flankierende Holzständer mit Schnitzwerk; Sockel massiv, verputzt, mit Naturstein-Imitation. | 36540676 |      |
| Schilderstraße 17 51° 54′ 27″ N, 10° 25′ 27″ O      | Gesindehaus                                 | Ehemaliges Gesindehaus des östlich angrenzenden Ackerbürgerhauses. Zweigeschossiger Fachwerkbau mit Satteldach, traufständig, Fassade mit Schiefer verkleidet. | 36540292 |      |
| Schilderstraße 17 51° 54′ 28″ N, 10° 25′ 27″ O      | Nebengebäude                                | Zweigeschossiges Nebengebäude mit Pultdach, frei stehend; Erdgeschoss in Massivbauweise, Backsteinmauerwerk weiß geschlemmt, Obergeschoss in Fachwerkbauweise. | 36581005 | BW   |
| Schilderstraße 18 51° 54′ 27″ N, 10° 25′ 27″ O      | Wohnhaus                                    | Dreigeschossiger Fachwerkbau mit Satteldach, traufständig, Fassade fachwerksichtig, Sockel massiv, verputzt. Erdgeschoss Ladeneinbau (seit 1903) und Tordurchfahrt. | 36540318 |      |
| Schilderstraße 18 51° 54′ 28″ N, 10° 25′ 26″ O      | Nebengebäude                                | Zweigeschossiger Fachwerkbau mit Pultdach, eingefügt in Hinterhofbebauung; Fassade fachwerksichtig. | 40392608 | BW   |
| Schilderstraße 19 51° 54′ 27″ N, 10° 25′ 26″ O      | Wohnhaus                                    | Dreigeschossiger Fachwerkbau mit Satteldach in Schieferdeckung, traufständig; Fassade fachwerksichtig, OGs leicht vorkragend, dekorative Zahnschnittfriese im Rähmbereich der beiden Oberstöcke. 2. Oberstock vermutlich ehemaliger Speicherboden, mit zugesetzter Ladeluke im mittleren Gefach. | 36540349 |      |
| Schilderstraße 20 51° 54′ 27″ N, 10° 25′ 26″ O      | Wohn-/ Geschäftshaus                        | Zweigeschossiger Fachwerkbau mit Satteldach und mittigem Zwerchhaus, traufständig. Fassade fachwerksichtig; Erdgeschoss mit Schiefer verkleidet, Ladenfläche und rechtsseitige Tordurchfahrt. | 36607040 |      |
| Schilderstraße 21 51° 54′ 27″ N, 10° 25′ 25″ O      | Wohnhaus                                    | Zweigeschossiger Fachwerkbau mit Satteldach, Schleppgaube über die gesamte Gebäudebreite; traufständig. Straßenfassade mit Schiefer verkleidet, Hoffassade mit Holz. | 36540379 |      |
| Schilderstraße 22 51° 54′ 26″ N, 10° 25′ 25″ O      | Wohnhaus                                    | Zweigeschossiger Fachwerkbau mit Satteldach in Schieferdeckung, traufständiges Eckhaus. Fassade verputzt, Ladeneinbau mit großem Schaufenster von 1909, vorkragender Oberstock mit profilierten Balkenköpfen und dazwischenliegenden Schiffskehlen; Giebelseite fachwerksichtig, Giebeldreieck mit Ziegeln verkleidet. | 36540411 |      |
| Schilderstraße 22 51° 54′ 27″ N, 10° 25′ 25″ O      | Werkstatt                                   | Zweigeschossiger Fachwerkbau mit Pultdach, traufständig; Werkstatt von 1889, Dachausbau 1913, eingeschossiger Verbindungsbau zum Wohnhaus an der Schilderstraße von 1890, Umbau 1927. Fassade fachwerksichtig, Giebelseite mit Blechverkleidung. | 36589887 |      |
| Schilderstraße 22 51° 54′ 24″ N, 10° 25′ 22″ O      | Werkstatt                                   | | 36589887 | BW   |
| Schilderstraße 23 51° 54′ 26″ N, 10° 25′ 25″ O      | Bürgerhaus Rusack                           | Dreigeschossiger Fachwerkbau mit Satteldach mit Schieferdeckung, Eckgebäude, traufständig zur Schilderstraße, „Goslarer Giebel“ zur Oberen Schildwache. Mischkonstruktion, Ständerbauweise mit Zwischengeschoss im unteren sowie Stockwerksbauweise oberen Bereich, Oberstock beidseitig leicht auskragend; massiver Steinsockel. Fassade fachwerksichtig, Brüstungsbohlen im Zwischen- und Obergeschoss reichhaltig mit Beschlagwerk in Formen der Spätrenaissance dekoriert, Gebälkzone der Vorkragungen mit profilierten Knaggen sowie Füllhölzern mit Taustäben. Inschrift an der Stockwerksschwelle im Oberstock: „Wer Gott vertrawet hatt woll gebawet im himmell vnd auff Erden. Wer sich verlest auff Jessum Christ. Dem muss der himmell werden. In Vn [glück ..... den muth Vertraw Gott so wird es werden guth (Ergänzung nach Mithoff)]. Andreas Rusack. Ano 1602“ | 36540442 |      |
| Schilderstraße 23 51° 54′ 26″ N, 10° 25′ 24″ O      | Wohnhaus                                    | Zweigeschossiger Fachwerkbau mit Satteldach in Schieferdeckung, traufständig; Seitenflügel der Schilderstraße 23. Fassade fachwerksichtig, niedriger Steinsockel, breite mittige Tordurchfahrt. | 36589913 |      |
| Schilderstraße 24 51° 54′ 26″ N, 10° 25′ 24″ O      | Wohnhaus                                    | Zweigeschossiger Fachwerkbau mit Satteldach in Ziegeldeckung, traufständig; vor dem Ostgiebel Anbau mit giebelständigem Pultdach (1888). Fassade fachwerksichtig, Oberstock (ehemaliges Speichergeschoss, um 1510) weit vorkragend, Setzschwelle mit Trapezschnitt, Fensterlatten mit Rundstab und Kehle profiliert, Dachknaggen mit waagerechter Profilierung und Windbrettern; Erdgeschoss (ehemalige Däle) 1889 als Wohnbereich umgebaut. | 36540473 |      |
| Schilderstraße 24 51° 54′ 26″ N, 10° 25′ 24″ O      | Nebengebäude                                | Zweigeschossiger Fachwerkbau mit Pultdach, frei stehend; Giebelseite mit Holz verschalt. | 36581439 | BW   |
| Schilderstraße 25 51° 54′ 25″ N, 10° 25′ 24″ O      | Wohnhaus                                    | Zweigeschossiger Fachwerkbau mit Satteldach in Ziegeldeckung, frei stehend; Straßenfassade und Ostgiebel fachwerksichtig, Westgiebel mit Holz verschalt, Sockel in Natursteinmauerwerk. | 36540505 |      |
| Schilderstraße 25 51° 54′ 26″ N, 10° 25′ 23″ O      | Nebengebäude                                | Eingeschossiger Fachwerkbau mit Pultdach, frei stehend; Fassade fachwerksichtig. | 36576581 | BW   |
| Schilderstraße 27 51° 54′ 25″ N, 10° 25′ 23″ O      | Wirtschaftsgebäude                          | Zweigeschossiger Fachwerkbau auf L-förmigem Grundriss, rückwärtiger Gebäudeflügel mit Satteldach, Seitenflügel mit Pultdach, frei stehend; Fassade fachwerksichtig, Erdgeschoss im rückwärtigen Gebäudeflügel mit Toröffnungen. | 36578036 |      |
| Schilderstraße 27 51° 54′ 25″ N, 10° 25′ 22″ O      | Garage                                      | Eingeschossiger Massivbau mit Satteldach, angebaut an den Westgiebel des Wirtschaftsgebäudes; drei Garagentore. | 40100411 |      |
| Schilderstraße 27 51° 54′ 25″ N, 10° 25′ 23″ O      | Wohnhaus                                    | Dreigeschossiger Fachwerkbau mit Satteldach in Schieferdeckung, traufständig; Fassade fachwerksichtig, OGs vorkragend, Ostgiebel mit Schiefer verkleidet. Mischkonstruktion mit Ständerbauweise in den unteren Geschossen sowie Speichergeschoss in Stockwerksbauweise, Fachwerk in spätgotischer Manier mit Birnstabprofilen an den Balkenköpfen, Trapezschnitt auf den Setzschwellen sowie waagerechten Windbrettern gestaltet. 1672 Wohnteil rechts neben der Däle mit drei Gefache breitem Erker im Zwischengeschoss eingebaut, Inschrift über der Hauseingangstür: „Anno 1672“. | 36540533 |      |
| Schilderstraße 28 51° 54′ 24″ N, 10° 25′ 22″ O      | Wohnhaus                                    | Dreigeschossiger Fachwerkbau mit Satteldach in Schieferdeckung, traufständig; Speicherboden im Oberstock auskragend. Straßenfassade mit Schiefer verkleidet, Seitengiebel mit Holz verschalt. | 36540564 |      |
| Schilderstraße 30 51° 54′ 24″ N, 10° 25′ 22″ O      | Wirtschaftsgebäude                          | Zweigeschossiges Wirtschaftsgebäude mit Pultdach, frei stehend; Erdgeschoss in Massivbauweise, Obergeschoss in Fachwerkbauweise, Fassade fachwerksichtig. | 36576556 | BW   |
| Schilderstraße 29 - 30 51° 54′ 24″ N, 10° 25′ 22″ O | Wohnhaus                                    | Zweigeschossiger Baukomplex aus zwei miteinander verbundenen Wohnhäusern mit Satteldach, gemeinsamer Hauseingang unter der Hausnummer 30; traufständig. Fassade fachwerksichtig. | 36540595 |      |
| Schilderstraße 30 51° 54′ 25″ N, 10° 25′ 22″ O      | Wirtschaftsgebäude                          | | 36576556 |      |
| Schilderstraße 31 51° 54′ 24″ N, 10° 25′ 21″ O      | Wohnhaus                                    | Zweigeschossiges Wohnhaus, Erdgeschoss als Massivbau, Obergeschoss als Fachwerkbau; traufständig, durch Vorplatz aus der Straßenflucht zurückgesetzt. Satteldach in Ziegeldeckung, mit Schleppgaube; Straßenfassade im Erdgeschoss verputzt, im Obergeschoss fachwerksichtig, Giebelseite mit Schiefer verkleidet; Inschrift „erneuert 2009“ im Rähm unterhalb der Dachkante. | 36562477 |      |
| Schilderstraße 31 51° 54′ 24″ N, 10° 25′ 21″ O      | Nebengebäude                                | Zweigeschossiges Nebengebäude mit Halbwalmdach; Seiten- und Rückwände in Massivbauweise als Backsteinmauerwerk, Südostfassade in Fachwerkbauweise, fachwerksichtig. | 40501586 | BW   |
| Schilderstraße 32 51° 54′ 24″ N, 10° 25′ 22″ O      | Wohnhaus                                    | Zweigeschossiger Fachwerkbau mit Satteldach in Ziegeldeckung, traufständig; Fassade mit Schiefer verkleidet. | 36540676 |      |
| Schilderstraße 35 51° 54′ 25″ N, 10° 25′ 24″ O      | Wohnhaus                                    | Zweigeschossiger Fachwerkbau mit Satteldach mit Ziegeldeckung, traufständiges Eckgebäude. Fassade fachwerksichtig, unregelmäßige Gefachebreiten; Giebelseite mit Holz verschalt, Giebeldreieck mit Schiefer verkleidet. | 36540702 |      |
| Schilderstraße 36 51° 54′ 25″ N, 10° 25′ 24″ O      | Wohnhaus                                    | Zweigeschossiger Fachwerkbau mit Satteldach mit Schieferdeckung, traufständig. Fassade fachwerksichtig (1896 erneuert, Vorkragungen beseitigt), Schwelle mit gegenständigen Bögen im Rahmenfeld und Rosetten, Brüstungsbohlen mit Sonnenrosenornamenten, Füllhölzer zwischen den Dachbalkenköpfen. | 36540732 |      |
| Schilderstraße 37 51° 54′ 25″ N, 10° 25′ 24″ O      | Wohnhaus                                    | Zweigeschossiger Fachwerkbau mit Satteldach in Schieferdeckung, traufständig. Fassade mit Schiefer verkleidet (Fischschuppendeckung), unter der Traufe vorkragende Dachbalken, Füllhölzer mit waagerechten Profilen mit grobem Zahnschnitt, farbig gefasst. | 36540762 |      |
| Schilderstraße 38 51° 54′ 25″ N, 10° 25′ 24″ O      | Wohnhaus                                    | Zweigeschossiger Fachwerkbau mit Satteldach in Ziegeldeckung, traufständig. Stockwerksbauweise ohne Vorkragungen, Fassade fachwerksichtig, symmetrische Gefachanordnung. | 36540793 |      |
| Schilderstraße 38 51° 54′ 25″ N, 10° 25′ 25″ O      | Nebengebäude                                | Eingeschossiger Fachwerkbau mit Pultdach in Ziegeldeckung, Zwerchhaus, Fassade fachwerksichtig. | 36585862 | BW   |
| Schilderstraße 40 51° 54′ 25″ N, 10° 25′ 25″ O      | Wohnhaus                                    | Zweigeschossiger Fachwerkbau mit Satteldach in Ziegeldeckung, traufständig. Fassade mit Schiefer verkleidet. | 36607068 |      |
| Schilderstraße 40 51° 54′ 25″ N, 10° 25′ 25″ O      | Nebengebäude                                | Eingeschossiger Fachwerkbau mit Satteldach in Ziegeldeckung. Fassade fachwerksichtig. | 40455483 | BW   |
| Schilderstraße 41 51° 54′ 26″ N, 10° 25′ 25″ O      | Wohnhaus                                    | Zweigeschossiger Fachwerkbau mit Satteldach in Ziegeldeckung, traufständig. Fassade mit Schiefer verkleidet. | 36607094 |      |
| Schilderstraße 41 51° 54′ 25″ N, 10° 25′ 26″ O      | Nebengebäude                                | Hofseitiges Nebengebäude. | 36586108 | BW   |
| Schilderstraße 42 51° 54′ 26″ N, 10° 25′ 25″ O      | Wohnhaus                                    | Zweigeschossiger Fachwerkbau mit Satteldach in Ziegeldeckung, traufständig. Fassade mit Schiefer verkleidet. | 36540821 |      |
| Schilderstraße 43 51° 54′ 26″ N, 10° 25′ 26″ O      | Wohnhaus                                    | Zweigeschossiger Fachwerkbau mit Satteldach in Ziegeldeckung, traufständig. Fassade mit Schiefer verkleidet. | 36540846 |      |
| Schilderstraße 44 51° 54′ 26″ N, 10° 25′ 26″ O      | Wohnhaus                                    | Zweigeschossiger Fachwerkbau mit Satteldach in Ziegeldeckung, traufständig. Fassade mit Schiefer verkleidet. | 36540872 |      |
| Schilderstraße 45 51° 54′ 26″ N, 10° 25′ 26″ O      | Wohnhaus                                    | Zweigeschossiger Fachwerkbau mit Satteldach in Ziegeldeckung, traufständig. Fassade mit Schiefer verkleidet. | 36540898 |      |
| Schilderstraße 46 51° 54′ 27″ N, 10° 25′ 27″ O      | Wohnhaus                                    | Dreigeschossiger Fachwerkbau (2. Obergeschoss nachträglich in Dachkonstruktion aufgestockt) mit Krüppelwalmdach in Ziegeldeckung, traufständiges Eckhaus. Fassade mit Schiefer verkleidet, Giebelseite fachwerksichtig, im Giebelbereich mit Holz verschalt. | 36540922 |      |
| Schilderstraße 47 51° 54′ 27″ N, 10° 25′ 27″ O      | Wohnhaus                                    | Zweigeschossiger Fachwerkbau mit Satteldach in Schieferbehang, traufständiges Eckhaus; Fassade mit Schiefer verkleidet. Rückwärtig zweigeschossiger Seitenflügel zur Mönchestraße (um 1540), Fassade fachwerksichtig, mit jüngerem eingeschossigen Anbau mit Pultdach. | 36540947 |      |
| Schilderstraße 48 51° 54′ 27″ N, 10° 25′ 28″ O      | Wohnhaus                                    | Dreigeschossiger Fachwerkbau mit Satteldach in Schieferdeckung, traufständig. Fassade fachwerksichtig, regelmäßige Gefache, Oberstock leicht vorkragend. | 36540978 |      |
| Schilderstraße 49 51° 54′ 27″ N, 10° 25′ 28″ O      | Wohnhaus                                    | Dreigeschossiger Fachwerkbau mit Satteldach in Ziegeldeckung, traufständig. Fassade fachwerksichtig, unregelmäßige Gefacheinteilung. | 36541009 |      |
| Schilderstraße 50 51° 54′ 27″ N, 10° 25′ 28″ O      | Wohnhaus                                    | Zweigeschossiger Fachwerkbau mit Satteldach in Ziegeldeckung, traufständig. Fassade fachwerksichtig. | 36541040 |      |
| Schilderstraße 51 51° 54′ 27″ N, 10° 25′ 29″ O      | Wohn-/ Geschäftshaus                        | Dreigeschossiger Fachwerkbau mit Satteldach in Ziegeldeckung, traufständig. Fassade mit Schiefer verkleidet, im Erdgeschoss rechtsseitig Ladeneinbau. | 36607120 |      |
| Schilderstraße 52 51° 54′ 27″ N, 10° 25′ 29″ O      | Werkstatt                                   | Zweigeschossiger Massivbau mit flach geneigtem Satteldach und mittigem Windenhäuschen; Fassade in Backsteinmauerwerk, große Toröffnungen. | 36577336 | BW   |
| Schilderstraße 53a 51° 54′ 28″ N, 10° 25′ 31″ O     | Wohn-/ Geschäftshaus                        | Dreigeschossiges Gebäude mit Satteldach in Schieferdeckung, traufständig; Erdgeschoss in Massivbauweise, Fassade verputzt, OGs in Fachwerkbauweise fachwerksichtig. | 36607146 |      |
| Schilderstraße 54 51° 54′ 28″ N, 10° 25′ 31″ O      | Wohn-/ Geschäftshaus                        | Dreigeschossiger Fachwerkbau mit Satteldach in Schieferdeckung, traufständig. Fassade fachwerksichtig, Dälentor auf der rechten Seite, Begleitprofil mit Eierstab, auf der linken Seite Ladeneinbau. Regelmäßige, eng gereihte Gefache, Brüstungsgefache mit Buckelstreben. Inschrift über dem Dälentor: „Befehle dem Herrn deine Wege und hoffe auf ihn er wirds woll machen: Ps: 37“, in den Zwickeln: „Konrad Hüff Ao 1691“ und „Anna Elisabeth Wolffs“. | 36607177 |      |
| Schilderstraße 54 51° 54′ 28″ N, 10° 25′ 32″ O      | Werkstatt                                   | Zweigeschossiges Gebäude mit Flachdach. Erdgeschoss in Massivbauweise, Fassade in Backsteinmauerwerk mit Segmentbogenfenstern, Obergeschoss in Fachwerkbauweise, fachwerksichtig. | 36585712 |      |
| Schilderstraße 55 51° 54′ 28″ N, 10° 25′ 32″ O      | Wohn-/ Geschäftshaus                        | Dreigeschossiger Fachwerkbau mit Satteldach in Ziegeldeckung, traufständiges Eckhaus; rückwärtig zweigeschossiger Gebäudeflügel an der Pfarrgasse, traufständig. Fassade fachwerksichtig, Erdgeschoss mit Ladeneinbau, Gebäudeecke abgeschrägt. | 36607210 |      |
| Schilderstraße 56 51° 54′ 29″ N, 10° 25′ 33″ O      | Wohnhaus                                    | Zweigeschossiger Fachwerkbau mit Satteldach, Eckhaus, traufständig zur Schilderstraße, giebelständig zur Pfarrgasse. Fassade mit Schiefer verkleidet; Hauseingang mittig an der Schilderstraße. | 36541096 | BW   |
| Schilderstraße 56 51° 54′ 28″ N, 10° 25′ 33″ O      | Wohnhaus                                    | Zweigeschossiger Fachwerkbau mit Satteldach, traufständig, Gebäudeflügel an der Pfarrgasse zum Eckhaus Schilderstraße 56. Fassade mit Schiefer verkleidet. | 36565704 |      |
| Schilderstraße 57 51° 54′ 29″ N, 10° 25′ 33″ O      | Wohn-/ Geschäftshaus                        | Zweigeschossiger Fachwerkbau mit Satteldach, Eckhaus, traufständig zur Schilderstraße, giebelständig zum Jakobikirchhof. Fassade mit Holz verschalt; Erdgeschoss an der Ecke mit jüngerer Schaufensterfassade. | 36541122 |      |
| Schilderstraße 57 51° 54′ 29″ N, 10° 25′ 33″ O      | Anbau                                       | Zweigeschossiger Anbau an das Wohn- und Geschäftshaus Schilderstraße 57, mit Flachdach; separater Eingang, niedrigere Geschosshöhen. Erdgeschoss mit Ladeneinbau und Schaufensterverglasung, Fassade im Obergeschoss mit Holz verschalt. | 36565523 |      |